# Krupoliny
Krupoliny (deutsch Kroplainen) ist ein Ort in der polnischen Woiwodschaft Ermland-Masuren. Er gehört zur Gmina Barczewo (Stadt-und-Land-Gemeinde Wartenburg in Ostpreußen) im Powiat Olsztyński (Kreis Allenstein).

## Geographische Lage
Krupoliny liegt am Südufer des Kirmeß-Sees (polnisch Jezioro Kiermas) im Westen der Woiwodschaft Ermland-Masuren, 16 Kilometer östlich der Kreis- und Woiwodschaftshauptstadt Olsztyn (deutsch Allenstein).

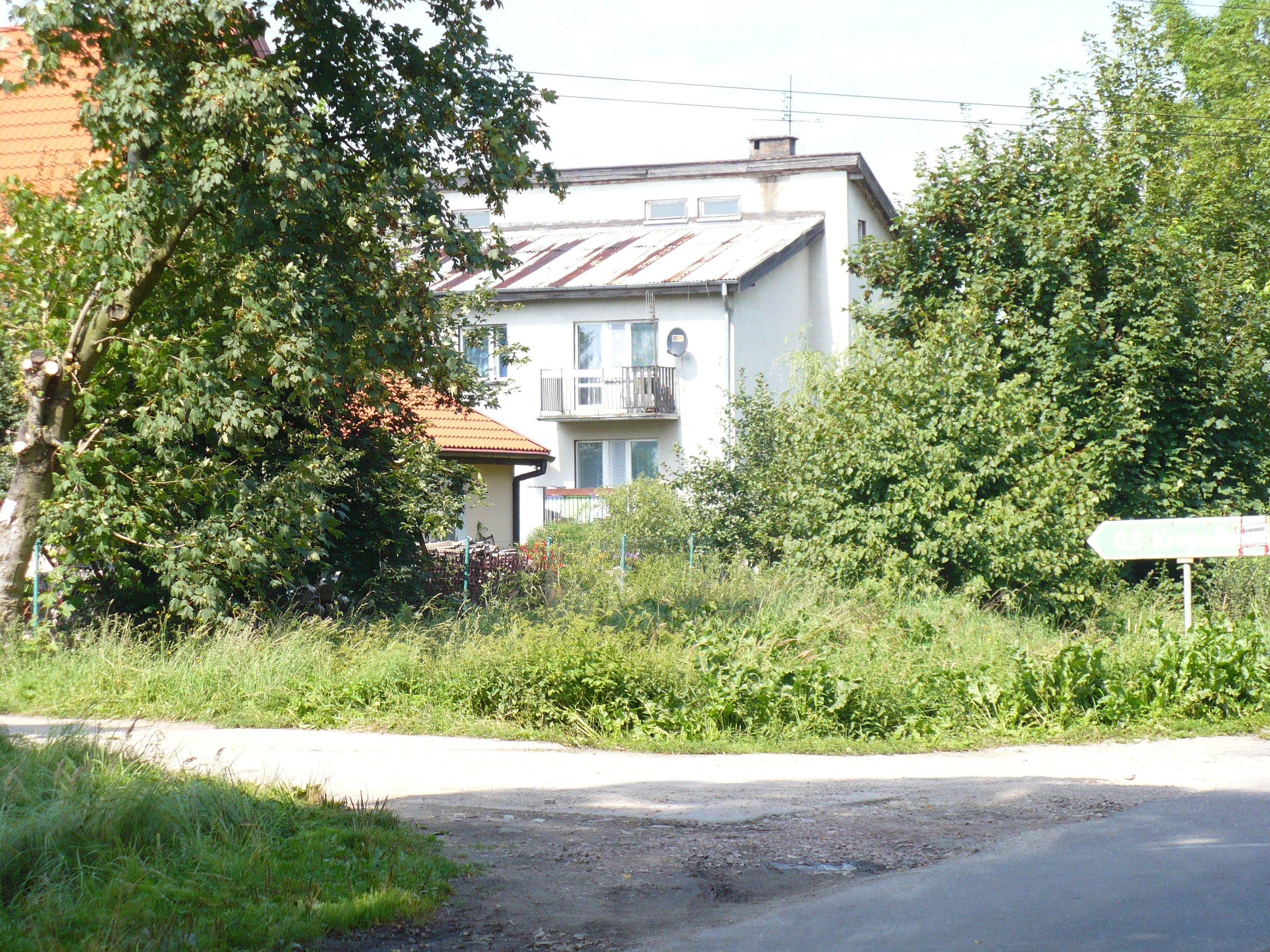
Wohnhaus in Krupoliny

## Geschichte
1364 ist das Gründungsjahr von Kropoleinen, nach 1785 Kroplainen genannt. Das Gut wurde damals vom Bischof fünf Prußen, darunter ein gewisser Cropolin verliehen. 1785 wurde das „königliche Vorwerk“ mit vier Feuerstellen im Amt Wartenburg im Kreis Heilsberg genannt, anlässlich der Volkszählung am 3. Dezember 1861 wurde vier Wohngebäude bei 86 Einwohnern gezählt.
Mit der Bildung des ostpreußischen Amtsbezirks Mokainen (polnisch Mokiny) im Kreis Allenstein wurde Kroplainen Teil eben dieses Verwaltungsbezirks. Der Gutsbezirk Kroplainen zählte im Jahre 1910 insgesamt 103 Einwohner.
Am 30. September 1928 verlor Kroplainen seine Selbständigkeit und wurde in die Landgemeinde Mokainen (Mokiny) eingegliedert.
Mit der Übergabe des gesamten südlichen Ostpreußen an Polen in Kriegsfolge im Jahre 1945 erhielt Kroplainen die polnische Namensform „Krupoliny“. Heute ist das Dorf Sitz eines Sołectwo („Schulzenamt“) im Verbund der Stadt-und-Land-Gemeinde Barczewo (Wartenburg i. Ostpr.) im Powiat Olsztyński (Kreis Allenstein), von 1975 bis 1998 der Woiwodschaft Olsztyn, seither der Woiwodschaft Ermland-Masuren zugehörig.

## Kirche
Bis 1945 war Kroplainen in die evangelische Kirche Wartenburg (Ostpreußen) (polnisch Barczewo) in der Kirchenprovinz Ostpreußen der Kirche der Altpreußischen Union, außerdem in die römisch-katholische St.-Anna-Kirche in Wartenburg eingepfarrt.
Heute gehört Krupoliny katholischerseits weiterhin zur Pfarrei in Barczewo, die nunmehr dem Erzbistum Ermland zugeordnet ist. Evangelischerseits ist das Dorf in die Christus-Erlöser-Kirche Olsztyn (Allenstein) in der Diözese Masuren der Evangelisch-Augsburgischen Kirche in Polen eingegliedert.

## Verkehr
Krupoliny liegt an einer Nebenstraße, die von Barczewo (Wartenburg i. Ostpr.) über Jedzbark (Hirschberg) nach Grzegrzółki (Kukukswalde) im Powiat Szczycieński (Kreis Ortelsburg) führt. Eine von Bartołty Wielkie (Groß Bartelsdorf) kommende Straße endet in Krupoliny. Eine Bahnanbindung existiert nicht.